# قلييرة
قُليَيْرَة أو قُلَيرة أو غلييرة (بالإسبانية: Cullera)‏ هي مدينة في إسبانيا، تقع في بلنسية، بلغ عدد سكانها 22,292 نسمة وذلك حسب إحصائيات سنة 2013، عاصمتها Cullera ‏، تبلغ مساحتها 53.8 كيلومتر مربع، رمزها البريدي هو 46400.

## الموقع
تشترك في الحدود مع:
- قربارة [الإنجليزية]‏
- Llaurí [الإنجليزية]‏
- سويقة (بلنسية)
- Fortaleny [الإنجليزية]‏
- فوارة (بلنسية)
- Tavernes de la Valldigna [الإنجليزية]‏.

## مدن توأم
المدن التوأم:
- سيكتيفكار (منذ 1997).

## أعلام
- خوان غينر
- خوان بيرنات
- فيسنتي بيريز